# 本多正信
本多 正信（ほんだ まさのぶ）は、戦国時代から江戸時代前期の武将・大名。徳川家康の家臣で、江戸幕府の老中。相模国玉縄藩主。正信系本多家宗家初代。
父祖以来、徳川氏に仕えるが、三河一向一揆に与して鎮圧後に三河を出奔。後に許されて家康のもとへ帰参し、江戸開府後は家康、次いで2代将軍・徳川秀忠の側近として幕政の中枢にあり権勢を振るった。

## 生涯

### 反逆から流浪
天文7年（1538年）、本多俊正の次男として三河国で生まれ、徳川家康に仕えた。桶狭間の戦いの際には今川義元の命で丸根砦を攻める家康に従い、その合戦において膝に傷を負って以来足を引きずるようになったという（『佐久間軍記』）。しかし永禄6年（1563年）、三河一向一揆が起こると、一揆方の武将として弟の正重と共に家康に敵対。一揆衆が家康によって鎮圧されると、徳川氏を出奔して加賀国に住した。『藩翰譜』によると、三河を出た後京へと向かい、その後加賀に赴いたとされる。また加賀では一向一揆の将として迎えられたともいわれ、そこで織田信長と戦ったともされる。
この後、大久保忠世のとりなしにより徳川氏に帰参することとなり、初め鷹匠として仕えたという。帰参時期は諸説あって定かではない。早ければ元亀元年（1570年）の姉川の戦いの頃、最も遅くとも本能寺の変の少し前の頃には正式に帰参が叶っていたようである。天正10年（1582年）頃には、既に家康の信任を取り戻していたようであり、この頃以降、重臣として要職を歴任していくようになる。

### 表舞台へ
天正10年（1582年）、本能寺の変が起こって信長が横死すると、当時、堺の町に滞在していた家康は伊賀越えを決意する。このとき、正信も伊賀越えに付き従ったともいわれる（『藩翰譜』。但し判明している34名の伊賀越えに同行した供廻の中に正信の名はない）。その後、天正壬午の乱を征した家康が旧武田領を併合すると奉行に任じられ、甲斐・信濃の実際の統治を担当した。武田家臣団を取り込むため、本領安堵と引き換えに徳川家臣団への参集を呼びかけた。
天正14年（1586年）家康が豊臣秀吉に服属すると、秀吉の推薦で家康の重臣達にも叙位・任官がなされ、正信も従五位下、佐渡守に叙位・任官された。天正18年（1590年）の小田原征伐後、家康が秀吉の命令で関東に移ると、相模国玉縄で1万石の所領を与えられて大名となる。その後、家康不在の江戸で普請の監督を行った一方、文禄2年（1593年）3月7日には母を亡くしている。
慶長5年（1600年）の関ヶ原の戦いでは、徳川秀忠の軍勢に従い、信濃上田城で真田昌幸の善戦及び川の増水に遭い、遅参している。この時、正信は秀忠に上田城攻めを中止するように進言をしたが、容れられなかったと言われている。『大久保家留書』によると、関ヶ原の戦い以降の徳川家の軍議で、家康の後継者を巡って、井伊直政は娘婿の松平忠吉を、大久保忠隣は秀忠を支持することを表明した。それに対して正信は長男の正純とともに結城秀康を支持することを表明したと伝わる。

### 初期幕政
慶長6年（1601年）からは、家康が将軍職に就任するために朝廷との交渉で尽力したといわれる。更にこの頃、本願寺では前法主・教如と法主・准如の兄弟が対立していたため、これを利用して本願寺の分裂を促すことを家康に献策。かつて自らも身を投じていた本願寺の勢力を弱めさせた。慶長8年（1603年）に家康が将軍職に就任して江戸幕府を開設すると、家康の側近として幕政を実際に主導するようになった。慶長10年（1605年）に家康が隠居して大御所となり、秀忠が第2代将軍になると、正信は江戸にある秀忠のもとで幕政に参画し、慶長12年（1607年）からは秀忠付の年寄（老中）になった。
慶長17年（1612年）には子の正純の家臣・岡本大八による朱印状偽造が発覚している（岡本大八事件）。なお、慶長18年（1613年）の大久保長安事件、慶長19年（1614年）の大久保忠隣失脚に関わったとされるが、正信主導をうかがわせる同時代の史料は確認できない。
慶長18年（1613年）、暇を許されて駿府から江戸に帰府する際、家康から万病円200粒と八味円100粒を与えられている（『駿府記』）。

### 最期
元和2年（1616年）4月、家康が死去すると家督を嫡男の正純に譲り隠居して一切の政務から離れ、6月7日に死去した。享年79。
『寛政重修諸家譜』によれば「本願寺」に葬られたとあるが、現在明確に「本多正信の墓」と言えるものの存在は確認できない。墓所（埋葬墓）の所在が不明であることの背景として、真宗では他宗派と比較して墓所や遺骨へのこだわりが強くないこと（中世の真宗教団の中には墓塔の建立を積極的に否定する考え方もあった。近世以後は本山納骨などの納骨儀礼が盛んになる）を挙げる見解もある。
遺骨（の一部）は東京・浅草の徳本寺（東京都台東区）に納められているという。また、ゆかりの本證寺（愛知県安城市）には江戸時代中期に建てられたとされる正信の供養塔があり、これが「墓」と紹介されることがある。東西本願寺の分立による弱体化を献策したともされる正信であるが、一方で実態としてすでに分裂していた教団の混乱を収拾し、本願寺を残すための措置との見解もある。本證寺住職の小山興圓は「墓がないということが真宗門徒の正信らしい」とコメントしている。

## 人物・逸話

### 主君・同僚の正信評
松永久秀は正信のことを、「徳川の侍を見ることは少なくないが、多くは武勇一辺倒の輩。しかしひとり正信は剛にあらず、柔にあらず、卑にあらず、非常の器である」と評したという。

### 徳川家康との関係
家康は正信を参謀として重用し、「友」と呼んだと言われている。
前田利家の没後、石田三成が加藤嘉明ら七将に襲撃されて家康を頼ったとき、正信は深夜に家康の下を訪れて「治部（三成）をどうなさります?」と質問した。すると家康は「今、考えておる所よ」とだけ述べた。それだけで正信は家康が何を考えているのか理解して安心して退出したという。
関ヶ原の後、家康は三成の嫡男・重家の処遇に悩まされた。普通なら敵の大将の嫡男だから後世の憂いを除くために殺すのが当たり前だったが、重家は僧籍に入って恭順を誓っていた。家康は正信に相談し、正信は「他の事情はどうあれ、重家には赦免する理由があります。親父の治部は我が徳川家に大功を立てましたから、それを考慮すべきでしょう」と言った。家康が「大功とは何か?」と訊ねると、「治部は西国大名を糾合して関ヶ原という無用の戦を起こし、そのおかげで日ノ本60余州は全て徳川家に服すことになったのです」と答えた。家康は「わかった。佐渡（正信）の言うことには一理ある」と答えて重家を赦免した。
あるとき家康が近習達を罵っていた。そこに現われた正信が「何に腹を立てておられるのですか?」と訊ねた。家康は口から唾を飛ばしながら答え、正信は「誠に上様の仰る通り。お前達は何と馬鹿げたことをしでかしたのか!」と家康以上に怒りを見せて怒鳴りつけた。近習らは家康第一の信任を受けている正信だけに逆らうことができず萎縮し、家康も正信の怒りに呆気に取られて苦笑した。それを見た正信は「お前達は、上様の腹の虫の居所が悪くて叱られたと思ってはならぬ。お前達を大事に思われるからこその御教訓なのだ。一人前の人間として召し使ってやろうとのお心から、言わないでもいいことを仰られたのだ。上様はお前らの祖父や父の武功や忠義の事を決してお忘れではない。だからお前達も1度、上様の御機嫌を損じたからと御前を遠慮するではないぞ。ところで、上様はお怒りで大声を出されたので喉が渇いておいでだ。お茶を差し上げよ」と取り成した。そして座が落ち着くと「お前達、今日からますますご奉公に励め。少しも気落ちすることは無い。上様もそのように思っておられる」と宥めて家康の怒りを解いたという（真田増誉の『明良洪範』）。

### 加増を断る・嫡子への訓戒
正信の領地は相模玉縄に2万2,000石（一説に1万石）であった。正信は常々、子の正純に「我の死後に、汝は必ず増地を賜るだろう。3万石までは本多家に賜る分としてお受けせよ。だがそれ以上は決して受けてはならぬ。もし辞退しなければ、禍が必ず降り懸かるであろう」と説いていた。また正信は秀忠に「もしこれまで正信のご奉公をお忘れでなく、長く子孫が続くことを思し召しされるのなら、嫡男上野介（正純）の所領は今のままで、これより多くなさらないように」と嘆願したという。
他にも正信は正純に対し、「武家は軍法を諸道の根本とするのだ。軍法というは軍事ばかりに用いるものではない。軍法は常の備えである。善い政治は勝ち、悪い政治は負ける。勝負の本は国を治める事にある」「例えば樹木だが、根本によく土を掛けて、根を深くして育てると、大きく成長し、手入れをよくすれば、枝葉は栄え、花実も多く、少々枝を切っても傷みはしない。その心で天下国家の本とする大法を取り失わないように心得よ。士農工商は天下の4民である。士にしてその仕える家の老職を預かる者は、農工商をもって木の根とし、大事に育てて、これを慈しめ。諸士は木と同じで、合戦の仕方は枝葉に同じである。勝負は花実に等しければ、その本を失ってはならない。その本は忠信を尽くす事で、諸事は生ずるのだ」と述べたと伝わる（『武野燭談』）。
正純は、父の死後その遺志に叛いて宇都宮15万5,000石の封を得たが後に改易された。

### 関ヶ原
大久保忠教著『三河物語』では、関ヶ原での秀忠による上田城攻撃のとき、正信は攻撃中止を進言しなかったとされている。このように、三河物語では正信は悪役として描かれていることが多い。

### その他
『本佐録』の著者は正信であるとも言われている。しかしながら本説については「本佐録」中の引用文中に寛文7年（1667年）刊行の「五輪書」からのものが含まれており、元和2年（1616年）に世を去った本多正信の作とするには不自然であるというのが近年の主流である。

## 登場する作品
- 『血槍坂崎』（1959年、日本テレビ、演：夏川大二郎）
- 『春の坂道』　(1971年、NHK大河ドラマ、演:巌金四郎)
- 『関ヶ原』（1981年、TBS、演：三國連太郎）
- 『おんな太閤記』（1981年、NHK大河ドラマ、演：神山繁）
- 『徳川家康』（1983年、NHK大河ドラマ、演：内藤武敏）
- 『野風の笛』（1987年、日本テレビ、演：井上昭文）
- 『徳川家康』（1988年、TBS、演：伊吹剛）
- 『春日局』（1989年、NHK大河ドラマ、演：早崎文司）
- 『風雲!真田幸村』（1989年、テレビ東京、演：菅貫太郎）
- 『秀吉』（1996年、NHK大河ドラマ、演：宍戸錠）
- 『影武者徳川家康』 （1998年、テレビ朝日、演：名古屋章）
- 『葵 徳川三代』（2000年、NHK大河ドラマ、演：神山繁）
- 『利家とまつ〜加賀百万石物語〜』 （2002年、NHK大河ドラマ、演：中根徹）
- 『天地人』 （2009年、NHK大河ドラマ、演：松山政路）
- 『江〜姫たちの戦国〜』（2011年、NHK大河ドラマ、演：草刈正雄）
- 『影武者徳川家康』 （2014年、テレビ東京、演：目黒祐樹）
- 『真田丸』（2016年、NHK大河ドラマ、演：近藤正臣）
- 『おんな城主 直虎』（2017年、NHK大河ドラマ、演：六角精児）
- 『どうする家康』　(2023年、NHK大河ドラマ、演：松山ケンイチ)
- 『家康と三成のスマホ』　(2023年、NHK、演：六角精児)